# Gastronomieleiter
Der Gastronomieleiter ist in einem Betrieb, der auch gastronomische Dienstleistungen anbietet (beispielsweise Hotel oder Freizeitbetrieb), für die Organisation, Leitung und Geschäftsabwicklung des Bereichs Gastronomie verantwortlich. Teilweise werden auch die Begriffe Wirtschaftsdirektor oder „F&B-Manager“ (wobei F&B für den englischen Begriff food and beverages, deutsch ‚Speisen und Getränke‘, steht) verwendet.

## Voraussetzungen
Voraussetzungen für die Position eines Gastronomieleiters sind in der Regel eine vor einer Industrie- und Handelskammer abgeschlossene gastgewerbliche Berufsausbildung (häufig Koch, Restaurantfachmann oder Hotelfachmann) mit mehrjähriger praktischer Berufserfahrung, oftmals ist zusätzlich ein erfolgreicher Abschluss zum Hotel- bzw. Restaurantmeister (IHK) oder ein erfolgreicher Abschluss einer Hotelfachschule ein Einstellungskriterium. Detailliertes Wissen betreffend Cost Control, Ernährungslehre und Hygiene (insbesondere Gefahrenanalyse und kritische Kontrollpunkte, abgekürzt HACCP) sind essentiell für die täglichen Aufgaben.

## Aufgabenbereiche, Verantwortungsbereiche
Aufgaben des Gastronomieleiters sind: Planung der Budgets mit den untergeordneten Abteilungsleitern, Maßnahmen zur Einhaltung des laufenden Budgets, Entwerfen von Konzepten (Restaurants, Bars, Küche Veranstaltungen), darunter auch Angebotsplanung, Überwachung der budgetierten Personalkosten (Bars, Restaurant, Küche, Veranstaltungen), Überwachung der Wareneinsätze (englisch Food-cost bzw. Beverage-cost) und Überwachung der direkten Kosten (der im Budget der Gastronomie direkt zugeordneten Kosten). 
Dem Gastronomieleiter steht eventuell ein Assistent zur Seite.
Die Durchführung umfasst die Überwachung der vorgegebenen und vereinbarten Standards im Bereich der Serviceleistungen, Einhaltung der betrieblich vorgeschriebenen Prozeduren durch die Angestellten und die Steuerung der Urlaubsplanung.

## Hierarchie
Der Gastronomieleiter untersteht direkt dem Hoteldirektor. Ihm unterstellt sind alle Abteilungsleiter der gastronomisch ausgerichteten Abteilungen, beispielsweise Restaurantleiter, Küchenchef und Barchef.